# Активная безопасность автомобиля
Акти́вная безопа́сность автомоби́ля — это совокупность конструктивных и эксплуатационных свойств автомобиля, направленных на предотвращение дорожно-транспортных происшествий и исключение предпосылок их возникновения, связанных с конструктивными особенностями автомобиля — в отличие от пассивной безопасности, призванной снизить тяжесть аварии.
Основным предназначением систем активной безопасности автомобиля является предотвращение аварийной ситуации.

## Структура
Наиболее известными и востребованными системами активной безопасности являются:
- Антиблокировочная система тормозов
- Противобуксовочная система
- Внешние световые приборы
- Система курсовой устойчивости
- Система распределения тормозных усилий
- Система экстренного торможения
- Электронная блокировка дифференциала

Имеются также вспомогательные системы активной безопасности (ассистенты), предназначенные для помощи водителю в трудных с точки зрения вождения ситуациях. К таким системам относятся:
- Парктроник
- Адаптивный круиз-контроль
- Система помощи при спуске
- Система помощи при подъёме[англ.]
- Электромеханический стояночный тормоз
- Система обнаружения автомобилей в "слепых зонах"
- Система предупреждения водителя об опасном сближении со впередиедущим автомобилем